# 1961年果阿并入印度
1961年果阿併入印度指的是1961年印度軍隊為結束葡萄牙對葡屬印度之統治而採取的一次行動。印度從陸海空三面攻擊持續長達36個小時，最終取得決定性勝利，並終結了果阿長達451年的葡萄牙殖民統治，22名印度人與30名葡萄牙人在此次交戰中喪生。這場衝突，印度視其為對印度歷史領土的收復，而葡萄牙則視之為對自己國土的侵犯，兩國因此斷交，直到1974年康乃馨革命後才改善。
印度將這場軍事行動稱爲「勝利作戰行動」（ऑपरेशन विजय）、「解放果阿」（गोवा की मुक्ति）；葡萄牙稱「果阿侵略」（Invasão de Goa）。

## 葡萄牙殖民的背景
1947年當印度自治領從大英帝國獨立後，葡萄牙仍然在印度次大陸據有果阿地區、达曼-第乌地區、以及达德拉-纳加尔哈维利這三塊領地，統稱為葡屬印度。果阿、达曼和第乌三者共佔地1,540平方英里（4,000平方），人口數為637,591人。流散在各地的果阿人估計有175,000人（包括印度自治领境內的100,000人）。宗教分佈情況是61%印度教，36.7%基督教（多數是天主教），2.2%伊斯蘭教；經濟上還是以農業為基礎，雖然1940到1950年代採礦業略有增長，主要是鐵礦，也有錳礦。

### 果阿當地對葡萄牙統治的反抗
20世紀果阿對葡萄牙統治的反抗先驅者是一名在法國受教育的果阿工程師特里斯坦·德·布拉干萨·库尼亚。此人在1928年在葡屬印度設立了果阿國大黨委員會。他寫了一部小書叫《外國統治四百年》，以及一本叫《果阿的淪陷》的小書，試圖激起果阿人對葡萄牙統治壓迫的觀感。 
印度獨立運動的領袖人物如拉金德拉·普拉萨德、尼赫魯及苏巴斯·钱德拉·鲍斯等人都對果阿國大黨委員會發出表示團結的訊息。1938年10月12日，德·库尼亚和果阿國大黨的其他成員會見國大黨主席苏巴斯·钱德拉·鲍斯。在鮑斯的建議下，他在孟買孟買達拉爾街21號開設了一間支部。果阿國大黨也就自此依附於印度國大黨，被任命為該黨第一任主席，
1946年6月，印度社會黨領導人Ram Manohar Lohia博士，去果阿探望他的友人，民族主義領導人Julião Menezes博士（此人在孟买辦了一個月刊，叫《Gomantak Praja Mandal》，簡稱《Gomantak》），Da Cunha和其他領導人也在場。Ram Manohar Lohia鼓吹使用甘地式的非暴力手段來反抗政府。1946年6月18日，由於先前葡萄牙政府禁止在公共場合聚會，Lohia、Cunha、Purushottam Kakodkar以及Laxmikant Bhembre等人在帕纳吉發起了一場示威，以抗議葡萄牙政府暫停行使果阿市民民權，葡萄牙政府鎮壓的這場示威並將上述發起者逮捕。該年從六月到九月都一直斷斷續續有大規模示威。
非暴力示威之外，武裝團體如“果阿自由黨”（Azad Gomantak Dal，The Free Goa Party）和“果阿人聯合陣線”（the United Front of Goans）也成經發起過暴力攻擊，以削弱葡萄牙在果阿的統治。印度政府支持“果阿自由黨”之類武裝團體的建立，給予全面的財政、後勤以及軍火援助。武裝團體以印度境內的基地為依託展開行動，所有行動有印度警方掩護。通過這些武裝組織，印度政府企圖摧毀葡印境內經濟目標、電報電話線、道路、水道與鐵路運輸，以拖垮葡印境內的經濟活動，好為葡印境內人口大起義創造條件。
曾在果阿服役過的葡萄牙陸軍上尉（現在是退休的將軍級別軍官）Carlos Azaredo在接受報紙《O Expresso》採訪時曾評論這些武裝抵抗活動：“與一般的說法不同，我們部隊遭遇過最老練的遊擊戰爭是在果阿。我知道我在說什麼，因為我也在安哥拉和葡屬幾內亞打過仗。”光是在1961年，截止12月，就有80名警察殉職。“果阿自由黨”恐怖分子大部分不是果阿人，大都曾經在英軍蒙哥馬利帳下服役，跟德國人（非洲軍團）打過仗。”

### 外交途徑解決果阿爭議的努力

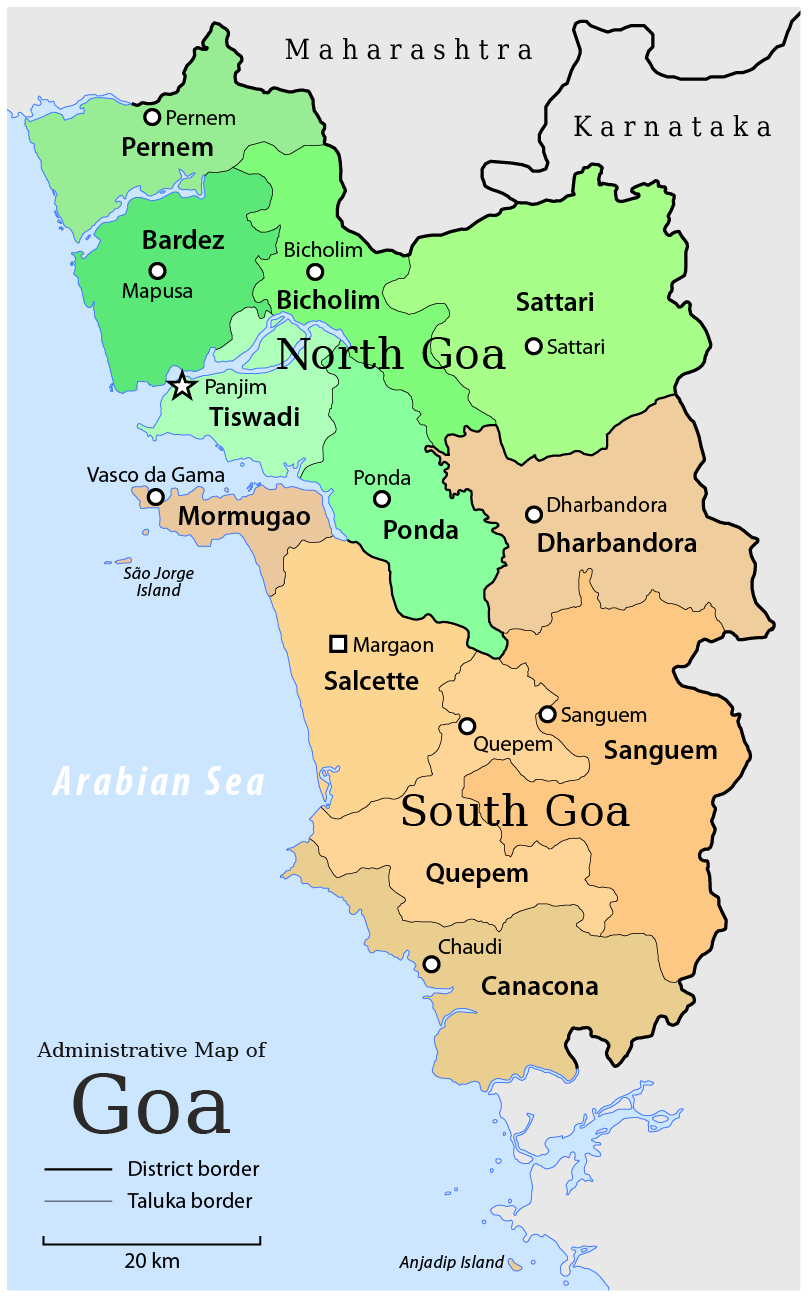
印度西部的果阿

1950年2月27日，印度政府要求葡萄牙政府就葡萄牙在印度殖民地的前景開始談判。葡萄牙堅持她在印度次大陸上的領土不是殖民地而是葡萄牙本土的一部分，所以沒得談；葡萄牙同時也堅稱印度對果阿毫無權利，因為在這些領土成為葡國一部分時，印度共和國還不存在。由於葡國政府拒絕回應印方在這一問題上發出的備忘錄，印度政府於1953年6月11日從里斯本撤回外交使團。
到了1954年，印度共和國開始制定對果阿居民進入印度的簽證管制：此舉癱瘓了果阿和達曼、第烏、达德拉、纳加尔哈维利等飛地的交通。同年，印度碼頭工人聯盟開始對通往葡屬印度的船運實施抵制。在1954在7月22日到8月2日間，武裝份子襲擊了在达德拉、纳加尔哈维利兩地的葡萄牙守軍並迫使其投降。
1955年8月15日，3000到5000名非武裝印度活動者試圖於六處進入果阿，結果被葡國警方暴力折返造成21到30人死亡。這場大屠殺的消息有助於建立起印度民眾反對葡萄牙存在的公眾輿論。1955年9月1日，印度關閉了它在果阿的領事館。 
1956年，葡萄牙駐法大使Marcello Mathias以及葡萄牙總理薩拉查主張在果阿進行全民公決來決定它的未來。該提議卻被葡國國防部長和外交部長否決。1957年，總統候選人温贝托·德尔加多將軍又提出過一次公民表決提議。
驚覺印度已暗示要用武力手段解決葡萄牙在果阿的存在的葡萄牙總理薩拉查先是請求英國調停，又通過巴西向印度抗議，最後要求聯合國安理會插手干預。墨西哥向印度政府提出要用自身在拉美的影響力來向葡萄牙施壓，以緩解緊張情勢 與此同時，印度防長和駐聯合國使團首長克里什那·梅农表示用不確定的措辭表達了印度对果阿“不放棄使用武力”的立場。美國駐印大使約翰·加爾布雷斯在多個場合要求印度政府通過調節和共識和平解決果阿問題。
最終，在入侵九天前的1961年12月10日，尼赫魯告訴媒體：“果阿繼續置於葡萄牙統治之下是不可能的。”美國的反應是警告印度，如果印度的武裝行動被提交到安理會，美國不會給印度提供任何協助。
1961年11月24日，一艘名叫Sabarmati號的運客船在通過葡屬安吉第烏島和印屬柯枝之間時被葡軍射擊，導致該船一死一傷。射擊是因為葡方恐懼該船可能載有一支軍事登陸隊要來偷襲安島。該事件使得印度民眾廣泛支持對果阿採取軍事行動。

## 衝突爆發之前的事件

### 印度軍事準備
在收到政府對軍事行動的批准令以及奪取一切被佔領地區的命令後，印度南部集團軍Chaudhari中將部署了K.P. Candeth少將麾下的步兵第十七師部署在和傘兵第五十旅。對於達曼的攻擊交給了马拉地第一輕步兵營，對於第烏的攻擊交給了拉其普特第20營以及馬德拉斯第4營。同時，印度空軍西部司令部司令官空軍副元帥Erlic Pinto被任命為果阿行動所有空軍力量的總指揮。進攻果阿空軍力量集中於浦那以及Sambra幾處的空軍基地。
印度海軍向果阿沿岸派遣軍艦兩艘：R級驅逐艦拉其普特號和黑木級反潛巡防艦Kirpan號。實際任務被分配到四個特遣艦隊裏：一個五艘船的水面行動小組：Mysore號、Trishul號、Betwa號、Beas號以及Cauvery號，五艘船的航母隊：Delhi號、Kuthar號、Kirpan號、Khukri號和Rajput以及輕型航母Vikrant號；一個掃雷艇小組Karwar號、Kakinada號、Cannonore號和Bimilipatan號 以及一個支援小組包括Dharini號。

### 葡方軍事準備
12月14日，葡萄牙总理萨拉查急电果阿总督瓦萨罗·席尔瓦，要求葡军战至最后一人。葡军就此展开备战，4艘葡萄牙护卫舰被部署到果阿、达曼和第乌附近海面，5艘商船和一些巡逻艇也被征用。葡陆军有3300名欧洲官兵和900名当地士兵，他们大多缺乏训练。此外葡军还有2000名警察可用。
葡军制定的策略是死守莫尔穆冈港，战斗一打响就炸毁所有桥梁，并在主要干道埋地雷，迟滞印军推进。不过，葡军储备的地雷和炸药并不多。印度起先认为葡军有一个装备F-86战机的空军中队，但事实证明情报是错误的，葡军在果阿只有2架运输机。葡军用于防空的部队也只有2个高炮连。

### 疏散葡萄牙平民
从12月9日起，大批具有欧洲血统的平民逐渐撤回里斯本，这场大撤退持续到印军空袭为止。

### 印度偵察行動
12月1日，印军开始进行小规模侦察，真正的战斗则在12月18日打响。18日4时，葡军巡逻艇在第乌海域发现印军舰队，随后遭到印舰攻击，葡艇慌忙逃回基地。此时，葡军尚未意识到决战即将爆发。

## 敵對行動的開始

### 印軍空襲

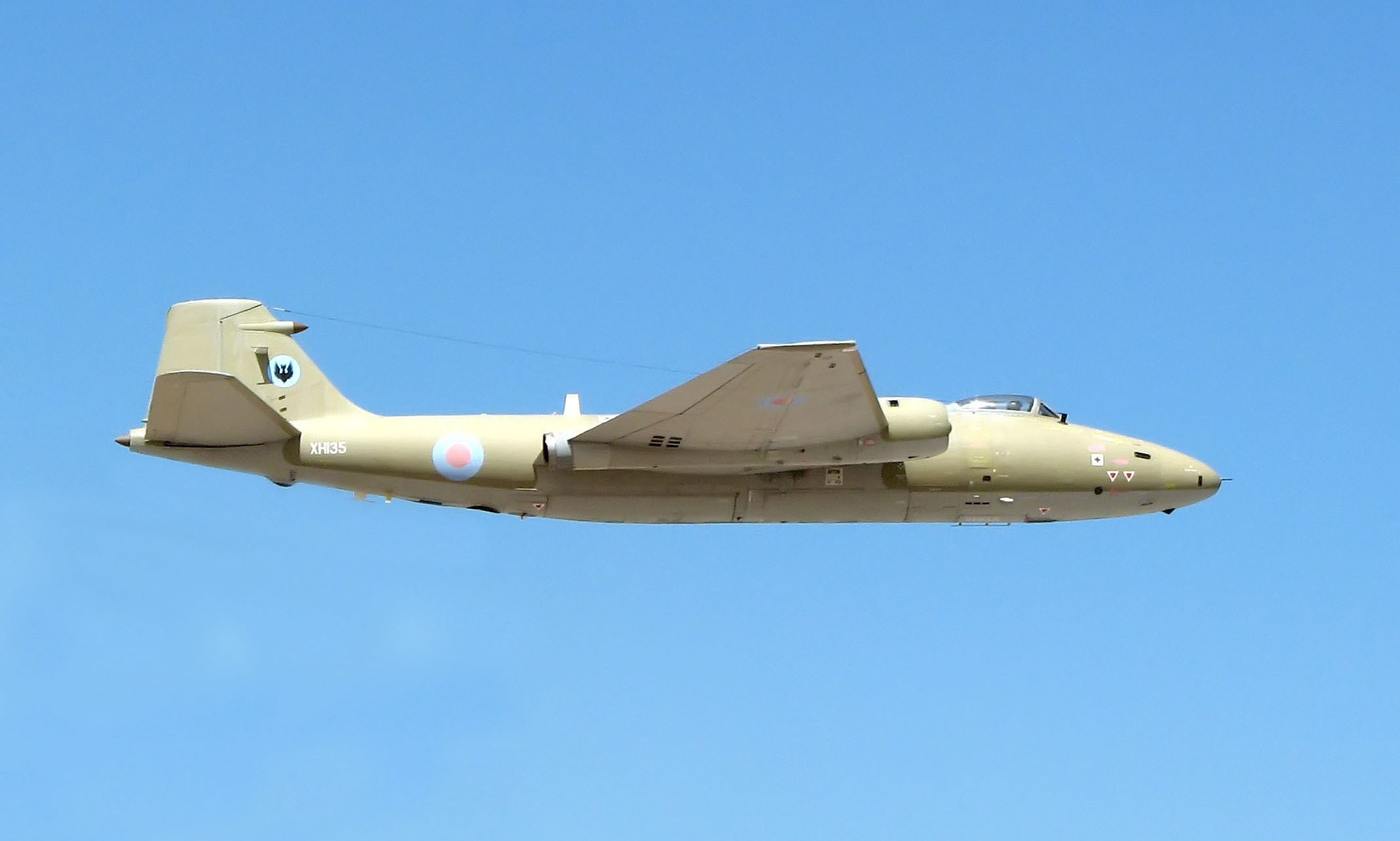
英制堪培拉PR.9， 印度空军使用了20架小型轻型堪培拉轰炸机进行空袭

12月18日，印度空军空袭果阿的达波里姆机场，12架轰炸机投下大批炸弹，机场跑道被毁。一小时后，8架印军轰炸机再次袭击达波里姆机场，葡军的2架运输机被炸掉1架。随后，印度空军将空袭目标转向班布尔的无线电台，但却遭到葡军高炮连的抗击。数小时后，印度空军向达曼和第乌市区发起空袭。

### 地面戰爭
18日天刚亮，印军第50空降旅分为3个纵队展开进攻。东路纵队由第2马拉蒂空降团组成，经盘达镇向果阿中心推进。中路纵队由第1旁遮普空降团构成，向班拿沙里方向前进。西路纵队为主攻方向，由第2锡克轻步兵团组成，该部在6时30分突破边境线。西路纵队一路上几乎未遇抵抗，17时进抵贝蒂姆镇，离果阿首府帕纳吉仅500米。由于未得到进一步命令，第2锡克轻步兵团不敢直取帕纳吉，而是暂时在贝蒂姆镇安营扎寨。12月19日晨，第2锡克轻步兵团才接到占领帕纳吉的命令，于是，2个步兵连在7时30分进入帕纳吉，未遇抵抗。由于胜利来得太快，第50空降旅旅长苏科特·辛格准将命令部队摘掉钢盔，戴上空降旅的栗色贝雷帽，加入到当地民众的欢呼队伍中。

#### 攻擊果阿：北與東北方面
18日那天，印度第63步兵旅也分成2个纵队向果阿纵深推进，右纵队以第2比哈尔团为主，左纵队以第3锡克团为主。晚上，右纵队抵达堪达普镇，左纵队则进抵达邦达拉。虽然两个纵队在进军中未遇抵抗，但他们接下来的行动却由于桥梁被葡军炸毁而停顿。第二天，左纵队跨过半胸高的小河，进抵马高(南果阿行政中心)，此时已是19日12时。从那里出发，左纵队又向莫尔穆冈港推进。莫尔穆冈港是葡军防御重点，第3锡克团在拂那村遭到葡军抵抗，印军渐渐不支，打算先行撤退，正当关键时刻，第2比哈尔团赶来支援，压制住葡军火力。面对越来越多的印军，葡萄牙守军500人选择投降。15时30分，印军占领拂那村。接着，第3锡克团进至莫尔穆冈港和达波里姆机场。在马高以南地区，印军第4拉吉普特连被葡军引入雷区，但他们成功走出这片危险区域。各方期待中的莫尔穆冈港保卫战没有打响，事实上葡军正在那里等待投降。19日20时30分，葡萄牙守军未放一枪一弹就将这个重要地区交给了印度人。

#### 進攻達曼
18日拂晓，印军马拉地第1轻步兵团进入达曼，到17时，印军兵不血刃就占领了大部分达曼地区，葡军纷纷逃往机场。第二天清晨，印军向机场发起进攻，葡军毫无斗志，至11时，600名葡萄牙守军投降。

#### 進攻第烏
18日凌晨，印军第20拉吉普特营的2个连从西北方向攻入第乌，该营另1个连则从东北方向攻击第乌机场。出人意料的是，葡军在第乌殊死抵抗，印军始终无法前进一步，印度空军也连续轰炸葡军阵地。战至第二天，葡军弹药不足，不得不缴械投降。第乌一役，印军阵亡4人，伤14人，葡军阵亡10人，伤2人。19日下午，印军第4马德拉斯营C连在潘伊库特岛登陆，岛上13名葡萄牙守军投降。

## 葡萄牙投降
到19日晚间，果阿大部被印军占领，仅2000余名葡军困守达·伽马城。葡萄牙国内要求守军“焦土抗战”，但果阿总督席尔瓦向里斯本报告了实际情况——印军数倍于己、弹药和食物严重缺乏。22时30分，席尔瓦向葡军残部宣布投降声明，总督席尔瓦签署了投降书，葡萄牙在印度次大陆长达451年的统治正式宣告结束。

## 國際反應
由於當時正值冷戰，外界對印度兼併果阿的態度意見不一。葡萄牙政府一直拒絕承認印度的兼併，直至1974年康乃馨革命後，新政府上台方承認印度對果阿的主權和控制。

### 葡萄牙在敵對行動結束之後的作為
葡萄牙在此之後斷交，終止任何與印度的外交關係。
印度當局在審問後，直接遣返回葡萄牙，1962年5月绝大部分葡萄牙战俘被遣返回国，前果阿总督席尔瓦被葡萄牙总理萨拉查流放大西洋马德拉群岛，直到1974年萨拉查被“康乃馨革命”推翻后才恢复名誉，由于战败，当年葡萄牙国内的圣诞节庆祝活动也异常低调，全国进入哀悼状态。此后，葡萄牙萨拉查政府还试图用各种手段抗议印度的占领。“康乃馨革命”推翻萨拉查政权后葡萄牙新政府也承认了印度对果阿的主权。

### 美國的反應
美国指责印度以武力解决国际问题，時任美国常驻联合国大使史蒂文森发表讲话谴责印度说“联合国不能饶恕在这一事例上使用武力，因为这会为在其他冲突中使用武力铺平道路”。总统约翰·肯尼迪也嘲讽印度“15年一直进行道德说教……现在说教者在走出妓院时却被逮个正着”。

### 蘇聯的反應
在果阿事件爆发的当天（12月18日），苏联最高苏维埃主席团主席勃列日涅夫正在印度访问，并称苏联将给予印度必要的援助。在孟买他声称“（苏联）热烈支持印度解放和统一葡萄牙飞地果阿、达曼和第乌的行动……支持废除殖民主义的一切形式和表现”。21日在在加尔各答的访问中声称“在消灭果阿、达曼和第乌的外国殖民统治的残余的正义事业中，苏联人民完全站在印度一边”。
而时任苏共中央总书记的赫鲁晓夫20日在给尼赫鲁祝贺的电报中说“印度政府消灭在它领土上的殖民主义堡垒的果断行动是完全合法和有理由的……苏联人民一致支持这些行动并祝贺友好的印度在巩固它的独立方面取得成功”。

### 中華人民共和國的反應
中华人民共和国政府1961年12月19日发表了关于支持印度政府收复果阿的声明，称“果阿是印度领土的不可分割的一部分……印度政府收复果阿的行动，反映了印度人民的正义要求。对此，中国政府和中国人民表示坚决的支持”。

### 巴基斯坦的反應
在與印度對立的立場下，譴責了這次的行動。

### 非洲諸國的反應
埃及表示，如果再對果阿有任何的侵略，將會終止外交關係。奈及利亞則支持印度行為。

## 影片
印度電影《七個印度人》即取材於此事件。

### 引用
1. 1 2 3 4 5  Praval, Major K.C. . New Delhi: Lancer. : 214. ISBN 978-1-935501-10-7.
2. 1 2  Azaredo, Carlos; Gabriel Figueiredo(translation). . Passage to India – 18th December 1961. www.goancauses.com. 2001-12-08  [2010-02-20]. （原始内容存档于2010-12-24）.
3. ↑  . ÁreaMilitar.   [2015-05-08]. （原始内容存档于2015-04-12）.
4. ↑  . Google Books. （原始内容存档于2014-01-08）.
5. ↑  Axelrod, Paul; Fuerch, Michelle A. . Ethnohistory. 1998, 45 (3). ISSN 0014-1801. JSTOR 483320. doi:10.2307/483320.
6. ↑  1955年的數據，不包括达德拉-纳加尔哈维利。大部分人口數（547,448）在果阿（包括Old Goa、New Goa、Bardez、Mormugão and Salsete，以及近海的Anjediva島等區），其餘人口在達曼（69,005）和第烏（21,138）。參見Kay (1970)《Salazar and Modern Portugal》， New York: Hawthorn, p. 295)
7. ↑  H. Kay （1970）《Salazar and Modern Portugal》，New York: Hawthorn
8. 1 2  D'Souza, Frank. .   [2010-07-20]. （原始内容存档于2009-09-23）.
9. ↑  Mascarenhas, Lambert. .   [2025-02-11]. （原始内容存档于2012-01-19）.
10. ↑  .   [2012-05-17]. （原始内容存档于2019-10-31）.
11. ↑  .   [2012-05-17]. （原始内容存档于2018-11-16）.
12. ↑  . Countercurrents.org.   [2009-11-09]. （原始内容存档于2017-08-18）.
13. ↑  Monteiro, Francisco. .   [2015-05-08]. （原始内容存档于2015-09-23）.
14. 1 2 3  .   [2012-05-17]. （原始内容存档于2010-08-04）.
15. ↑  . www.arqnet.pt.   [2025-02-11].
16. ↑  . www.arqnet.pt.   [2025-02-11].
17. ↑  . www.arqnet.pt.   [2025-02-11].
18. ↑  . www.arqnet.pt.   [2025-02-11].
19. ↑  Mascarenhas, Lambert. .   [2012-03-14]. （原始内容存档于2012-02-14）.
20. ↑  Sankar Ghose (1993) Jawaharlal Nehru: A biography. Mumbai: Allied. p.283
21. ↑  P.W. Prabhakar (2003) Wars, proxy-wars and terrorism: post independent India New Delhi: Mittal, p.39
22. ↑  Sankar Ghose (1993) Jawaharlal Nehru: A biography. Mumbai: Allied. p.282
23. ↑  "Indian Volunteers Invade Goa; 21 Die; Unarmed Indians March into Goa", New York Times, August 15, 1955
24. ↑  Christophe Jaffrelot, The Hindu Nationalist Movement in India, Published by Columbia University Press, 1998
25. ↑  .   [2012-05-17]. （原始内容存档于2013-08-27）.
26. ↑  .   [2012-05-17]. （原始内容存档于2012-02-14）.
27. ↑  .   [2012-05-17]. （原始内容存档于2015-09-23）.
28. 1 2 3  Comrades at Odds: The United States and India Page 185
29. ↑  . www.state.gov.   [2025-02-11].
30. ↑  . www.state.gov.   [2025-02-11].
31. ↑  Remembering the Fall of Portuguese India in 1961[页码请求]
32. ↑  . www.bharat-rakshak.com.   [2025-02-11].
33. ↑  .   [2012-05-17]. （原始内容存档于2012-01-07）.
34. ↑  .   [2014-06-12]. （原始内容存档于2013-02-04）.
35. ↑  Dennis Kux. . : p.198.
36. 1 2  刘名望. .  2期: P.32. 2016.
37. ↑  . 人民日报. 1961-12-20: 第一版.

## 外部連結
- Time Magazine Coverage of the conflict（页面存档备份，存于）
- Photo gallery of the Liberation of Goa
- Image: Ram Manohar Lohia（页面存档备份，存于）
- Image: The Protests of 18 June 1946（页面存档备份，存于）
- Image: Foreign journalists rescue a protestor shot by Portuguese police officers（页面存档备份，存于）
- Portugal-India relations (Ministry of External Affairs, Government of India)